# فایرل (مریلند)
فایرل (به انگلیسی: Fairlee) شهری در ایالت مریلند کشور ایالات متحده آمریکا است که جمعیت آن در سرشماری سال ۲۰۱۰ میلادی، ۴۹۰ نفر بوده‌است.